# 兴隆镇 (广汉市)
兴隆镇，是中华人民共和国四川省德阳市广汉市曾经下辖的一个镇。2019年12月，撤销兴隆镇，将其所属行政区域划归金轮镇管辖。

## 行政区划
兴隆镇撤销前下辖以下地区：
街道社区、樊池村、双沙村、东禅寺村、毗庐村、鸹林村、西林村、天台村和寨子村。